# Austrobryonia
Austrobryonia je rod od 4 biljne vrste iz porodice tikvovki, endemičan za Australiju, a opisan 2008 godine.
Rod je opisan, ilustriran i stavljen u filogenetski kontekst na temelju molekularnih i morfoloških podataka. U Flori Australije (Telford 1982), sve četiri vrste su privremeno uključene u Mukia (sinonim za Cucumis), ali nisu službeno opisane. Austrobryonia argillicola, A. centralis, A. micrantha i A. pilbarensis prilagođene su sušnim središnjim područjima Australije. Sve su vrste poznate na 7-27 lokaliteta, a rasprostranjenost im je alopatrijska. Filogenetska analiza sekvenci DNK plastida i jezgre koja je uključivala sve četiri vrste u kontekstu cijele porodice otkrila je da je Austrobryonia najbliži živi rođak euroazijske i mediteranske klade koja se sastoji od Bryonia i Ecballium. RbcL molekularni sat, kalibriran s fosilima Cucurbitaceae, datira ovu rijetku biogeografsku disjunkciju na minimalno 42 milijuna godina (s pogreškom od oko +-25%), dok krunska grupa Austrobryonia može biti stara oko 8 milijuna godina.

## Vrste
1. Austrobryonia argillicola I.Telford
2. Austrobryonia centralis I.Telford
3. Austrobryonia micrantha (F.Muell.) I.Telford
4. Austrobryonia micrantha (F.Muell.) I.Telford